# Andreas Willisch
Andreas Willisch (* 1962) ist ein deutscher Soziologe.

## Leben
Von 1989 bis 1997 studierte er Soziologie an der Humboldt-Universität zu Berlin. Von 1998 bis 2002 war er Mitarbeiter am Hamburger Institut für Sozialforschung. Das Thünen-Institut Bollewick gründete er zusammen mit Rainer Land 2002. Von 2007 bis 2012 koordinierte er das Projektverbund ÜberLeben im Umbruch.

## Schriften (Auswahl)
- als Herausgeber: Im Schatten des Aufschwungs. Von Landarbeitern, Genossenschaften und ihren Mitgliedern. Ergebnisse einer Gemeindestudie. Berliner Debatte, Berlin 2005, ISBN 3-936382-36-0.
- als Herausgeber mit Heinz Bude: Das Problem der Exklusion. Ausgegrenzte, Entbehrliche, Überflüssige. Hamburger Edition, Hamburg 2006, ISBN 3-936096-69-4.
- als Herausgeber mit Heinz Bude: Exklusion. Die Debatte über die „Überflüssigen“. Suhrkamp, Frankfurt am Main 2007, ISBN 978-3-518-29419-2.
- als Herausgeber: Wittenberge ist überall. Überleben in schrumpfenden Regionen. Links, Berlin 2012, ISBN 3-86153-664-1.
- als Herausgeber mit Siri Frech und Babette Scurrell: Neuland gewinnen. Die Zukunft in Ostdeutschland gestalten. Links, Berlin 2017, ISBN 3-86153-949-7.